# Култура на Ватикана
Културата на Ватикана има голямо самостоятелно значение. Сгради като базиликата Свети Петър и Сикстинската капела са част от най-известното изкуство в света, което включва работите на Ботичели, Бернини и Микеланджело. Папската библиотека и колекциите на Капитолийския музей имат най-високато историческо, научно и културно значение. През 1984 г. територията на Ватикан е вписана в Списъка на световното културно и природно наследство на ЮНЕСКО.
Ватикан представлява фактическия пазител на латинския език чрез Opus Fundatum Latinitas и заменилата го в наши дни Pontificia Academia Latinitatis. Важен резултат от работите на тези организации са издаването на латински речник на скорошните неологизми и др.
Постоянното население на Ватикан е основно от мъже, макар че в него пребивават и два ордена на монахини. Малцинството са по-възрастното католическо духовенство, а останалите са членове на религиозните ордени. Много работници и персонал, обслужващи посолствата във Ватикана живеят извън неговите стени.
Туризмът и поклонничеството са важни фактори за всекидневния живот на Ватикана. Римският папа дава аудиенции в делниците, на Коледа и Пасха се обръща с тържественото послание "Urbi et Orbi", обслужва меси.